# Alberto Curtolo
Alberto Curtolo (né le 14 août 1984 à Breda di Piave dans la province de Trévise en Vénétie, Italie) est un coureur cycliste italien. Il devient professionnel en 2006 en signant pour l'équipe Liquigas.

## Palmarès
- 2002
  - Une étape des Tre Ciclistica Bresciana
- 2004
  - Grand Prix Ceda
- 2005
  - Circuito di Paderno
  - Grand Prix Ceda
  - 9e étape du Tour de l'État de Sao Paulo
  - Giro delle Tre Provincie
  - Circuito di Sant'Urbano
  - Gran Premio Città di Guastalla
  - 1re étape du Tour de Berlin
  - Giro della Provincia di Rovigo
- 2007
  - 2ea étape du Tour du Frioul-Vénétie julienne

## Classements mondiaux
| Année              | 2005 | 2006 | 2007 | 2008 |
| ------------------ | ---- | ---- | ---- | ---- |
| Classement ProTour |      |      |      | 134e |
| UCI Europe Tour    | 793e |      | 874e |      |